# Соломко Надія Павлівна
Наді́я Па́влівна Соло́мко (26 вересня 1944, Кам'янець-Подільський, Хмельницька область, УРСР) — українська народна майстриня.

## Біографія
Народилася 26 травня 1944 року на Хмельниччині в родині воєнного Павла Шевченка та медсестри Зінаїди Осочинської. У  1961 році  закінчила Кам'янець-Подільську середню школу №3, 1964 року — Кам'янець-Подільський індустріальний технікум. за фахом — технік-електрик.
В'язанням захопилася у Білій Церкві, куди потрапила за направленням після закінчення технікуму. Невдовзі переїхала до чоловіка на Прикарпаття. Відтоді живе і працює в Івано-Франківську.

## Творчість
Надія Соломко в'яже ікони. Перша персональна виставка Надії Соломко відкрилася в Івано-Франківську у 2002 році. Згодом її роботи побачив Львівський музей вишитих ікон та образів отця доктора Дмитра Блажейовського. 